# Lohrer Schloss

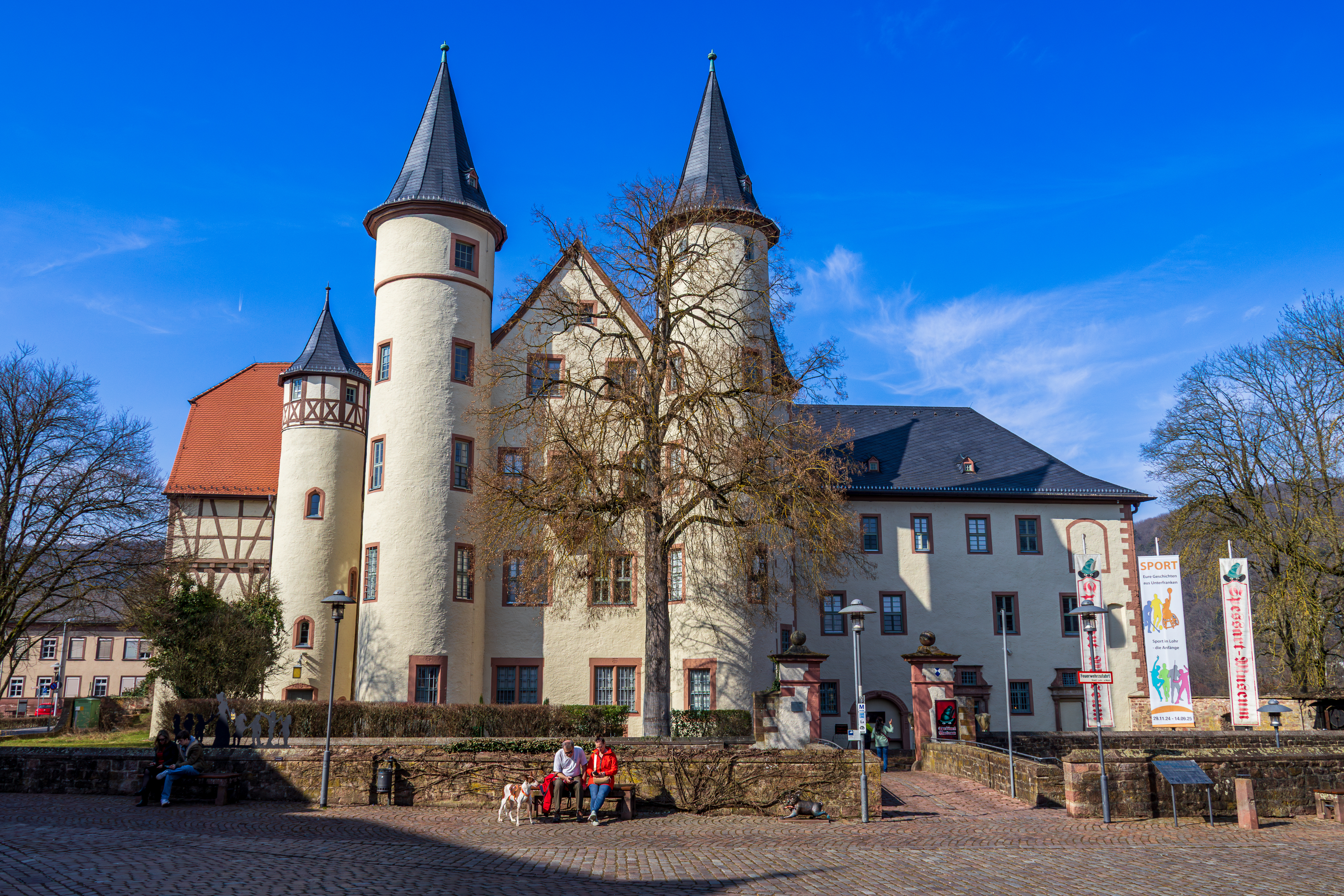
Blick auf das Lohrer Schloss von Osten (2025)

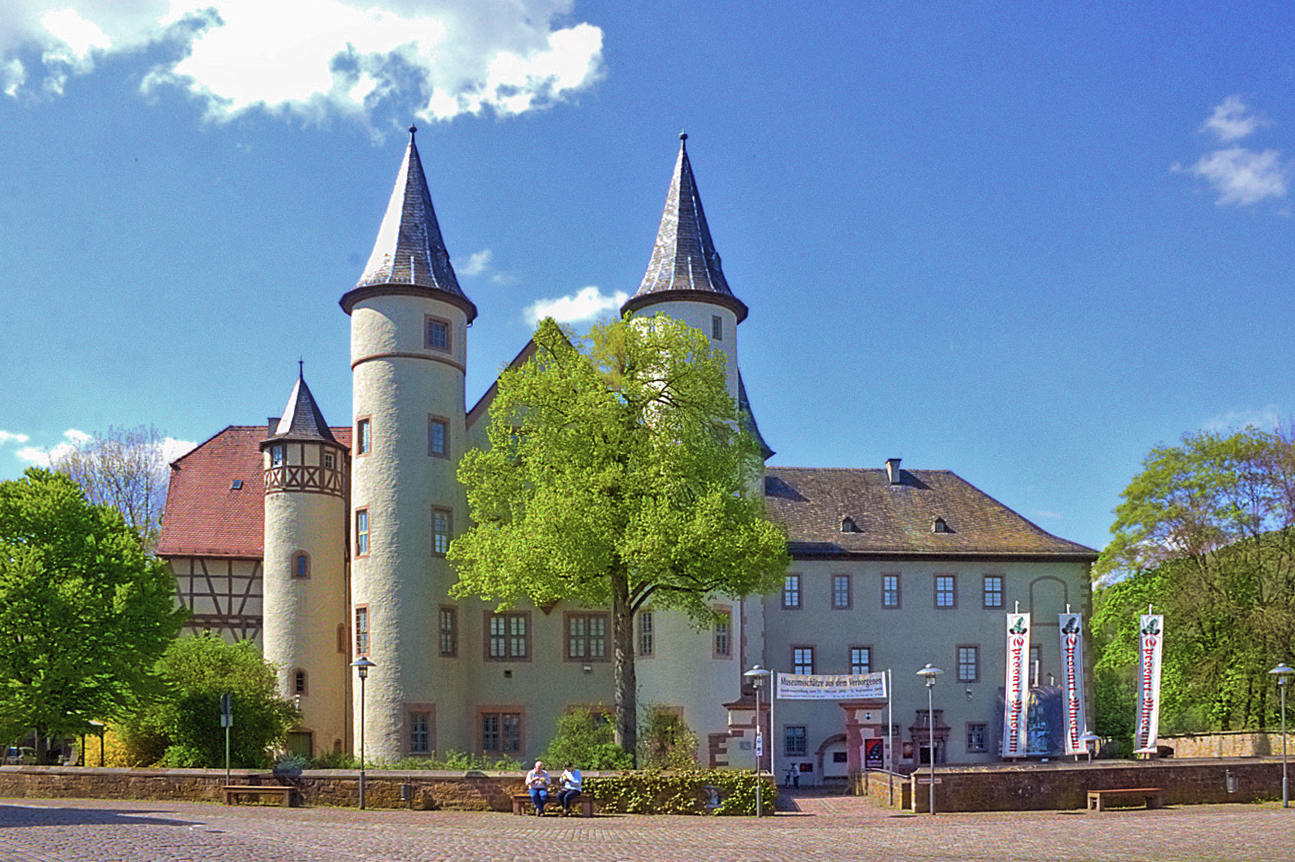
Das Schloss im Jahr 2009

Das Lohrer Schloss, auch Kurmainzer Schloss genannt, ist eine denkmalgeschützte Schlossanlage in der unterfränkischen Stadt Lohr am Main in Bayern.

## Geschichte
Den Grundstein für das Lohrer Schloss, das 1389 erstmals urkundlich erwähnt wurde, legte um 1340 Graf Gerhard V. von Rieneck an der Nordwestecke der Altstadt von Lohr am Main. Zunächst handelte es sich nur um einen Wohnturm nach flämischem Vorbild, der seit dem späten 15. Jahrhundert mit einem Wassergraben und einem Mauerring umgeben war. Direkt dabei standen im näheren Bereich Bandhaus, Forsthaus, Remise und Kellereigebäude.
Nach dem Tod des letzten Rienecker Grafen Philipp III. übernahmen 1559 die Kurfürsten von Mainz als Landesherren das Gebäude und gaben ihm nach und nach seine heutige Gestalt. Es wurde der Sitz der Oberamtmänner des Kurfürsten. Der bekannteste Oberamtmann war Philipp Christoph von und zu Erthal, der das Schloss von Dienstantritt 1719 bis zu seinem Tode 1748 als Dienst- und Familiensitz hatte. Hier wuchsen auch seine beiden fürstbischöflichen Söhne, einer der letzten Kurfürsten von Mainz und Fürstbischof für das Bistum Worms, Friedrich Karl Joseph von Erthal, und der in Lohr geborene spätere Fürstbischof zu Bamberg und Würzburg, Franz Ludwig von Erthal, auf.
Im Jahr 1814 übernahm das Königreich Bayern das Schloss und nutzte es als Amtssitz. Unter anderem befand sich dort bis zur Gebietsreform 1972 das Landratsamt des Landkreises Lohr. 1913 wurde das Gebäude saniert.
Im Rittersaal des Schlosses wurde 1936 das Heimat- und Spessartmuseum Lohr eingerichtet. Dieses wurde 1942 geschlossen und 1949 wiedereröffnet. Seit 1972 befindet sich in dem Gebäude nur noch das Spessartmuseum, das sich vor allem mit der Geschichte des Schlosses und des Spessarts befasst und dem Thema Mensch und Wald gewidmet ist.